# 奧爾利夫卡 (舊別利斯克區)
49°5′2″N 38°43′39″E / 49.08389°N 38.72750°E
奧爾利夫卡（烏克蘭語：Орлівка）是位於烏克蘭東部的村莊，由盧甘斯克州舊比利斯克區的舒利亨卡市鎮負責管轄。該村始建於1930年，面積0.34平方公里，海拔高度127米，2001年人口71，人口密度每平方公里208.2人。